# Copelatus koreanus
Copelatus koreanus là một loài bọ cánh cứng trong họ Bọ nước. Loài này được Mori miêu tả khoa học năm 1932.